# Autostrada A11 (Chorwacja)
Autostrada A11 (Autocesta A11) – budowana autostrada w Chorwacji. Ma połączyć miasta Sisak i Velika Gorica z Zagrzebiem. Będzie składać się z trzech odcinków: Jakuševec – Velika Gorica jug (9,5 km), Velika Gorica jug – Lekenik (20,2 km) i Lekenik – Moščenica (17,8 km), gdzie połączy się z istniejącą drogą krajową D37 Sisak – Petrinja.
Budowa rozpoczęła się w 2007 roku i miała być prowadzona z północy na południe. Jednak z powodu protestów ekologów i problemów z wykupem ziemi, północną część trasy dotknęły opóźnienia, a jako pierwszy został oddany do użytku w maju 2009 krótki odcinek (9 km) pomiędzy miastem Velika Gorica i wsią Buševec, będący jedynie fragmentem planowanego odcinka Velika Gorica jug – Lekenik.